# Алис Брейди
Алис Брейди (на английски: Alice Brady) е американска актриса. 

## Биография
Мери Роуз Брейди е родена на 2 ноември 1892 година в Ню Йорк, САЩ. Баща ѝ Уилям А. Брейди е известен театрален продуцент. Майка ѝ е френската актриса Роуз Мари Рене,  която умира през 1896 година. Мери се интересува от ранна възраст да стане актриса. За първи път излиза на сцената, когато е на 14 години, и получава първата си работа на Бродуей през 1911 г. на 18-годишна възраст в шоу, с което е обвързан баща ѝ.

### Кариера
Алис Брейди започва кариерата си в ерата на нямото кино и оцелява при прехода към говорещите филми. Тя работи шест месеца преди смъртта си през 1939 г. Сред филмите ѝ са „Моят слуга Годфри“ (1936), в която тя играе майка на героя на Карол Ломбард, и „В Стария Чикаго“ (1937), за който печели награда Оскар за най-добра поддържаща женска роля. През 1960 г. Брейди получава филмова звезда на Холивудската алея на славата за приноса си към филмовата индустрия. Нейната звезда се намира на бул. Холивуд 6201. 

### Личен живот
Алис Брейди се омъжва за актьора Джеймс Крейн през 1919 г. и се развежда през 1922 г. Те участват заедно в три неми филма: „Невестата му“ (1919), „Грешници“ (1920) и „Тъмният фенер“ (1920). Двойката има едно дете, Доналд.

### Смърт
Алис Брейди умира от рак на 28 октомври 1939 г., пет дни преди 47-ия си рожден ден. 

## Избрана филмография
| Година | Филм            | Оригинално заглавие | Роля              | Режисьор   |
| ------ | --------------- | ------------------- | ----------------- | ---------- |
| 1937   | В Стария Чикаго | In Old Chicago      | Г-жа Моли О'Лиъри | Хенри Кинг |